# Pallacanestro ai II Giochi del Mediterraneo
Il torneo di pallacanestro ai II Giochi del Mediterraneo si è svolto nel 1955 a Barcellona.
Si è svolto solamente il torneo maschile.

## Podio
| - | Paese  | Formazione |
| - | ------ | --- |
|   | Spagna | SpagnaBonareu, Brunet, Canals, Díaz-Miguel, Hernández, Imedio, Kucharski, Oller, Trujillano, Capel, Bassó, González, Pardo, Martínez, All. Jacinto Ardevínez      |
|   | Italia | Italia3 Posar, 4 Cappelletti, 5 Lucev, 6 Costanzo, 7 Nesti, 8 Gamba, 9 Sardagna, 11 Bizzarro, 12 Riminucci, 13 Macoratti, 15 Volpato, 16 Corsi, All. Jim McGregor |
|   | Grecia | GreciaCholevas, Eutaxias, Karamanlīs, Manias, Matthaiou, Mourouzīs, Papadīmas, Roumpanīs, A. Spanoudakīs, G. Spanoudakīs, Stefanidīs, All. Nikos Nīsiōtīs         |